# Gaúcho (voleibolista)
Paulo Marcelo Ferreira (Caxias do Sul, 27 de maio de 1976) é um voleibolista indoor brasileiro,  atuante na posição de  Ponta ,com marca de alcance no ataque de 330 cm no ataque e 320 cm no bloqueio que conquistou as medalhas de ouro pela Seleção Brasileira de Novos na Copa Pan-Americana de 2011 no Canadá  e na V edição dos Jogos Mundiais Militares de 2011 no Brasil e em 2015 na Coreia do Sul,alcançando a medalha de ouro no Campeonato Mundial Militar de 2014 sediado no Brasil.Em clubes disputou a edição da Taça CEV nas temporadas 2002-03,2004-05 e 2016-17, também competiu na Liga dos Campeões da Europa de 2017.

## Carreira
Gaúcho começou a carreira aos 11 anos de idade em Caxias do Sul nas categorias de base UCS. Representou em 1992  a Seleção Gaúcha no Campeonato Brasileiro de Seleções na categoria infanto-juvenil, primeira divisão, quando alcançou o título.Pela UCS disputou o Campeonato Gaúcho de 1996, alcançando o vice-campeonato e foi eleito o Melhor Jogador da competição.
Na temporada 1997-98 transferiu-se para o SOS Computadores/ São Caetano e disputou a Superliga Brasileira A, encerrando na décima colocação, ou seja, penúltimo lugar e na temporada seguinte alcançou o quinto lugar na Superliga Brasileira A.
Na jornada 1999-00 passou atuar pelo Coop/Santo André na conquista do vice-campeonato da Copa Sudeste de 1999 encerrando na décima colocação da correspondente Superliga Brasileira A;e representou este mesmo clube nas temporadas seguintes, sendo que este utilizou a alcunha: Shopping ABC/Santo André.Alcançou por essa equipe o bronze na Copa Sudeste de 2000 e terminou na sétima posição.Já na jornada 2001-02, disputou o Campeonato paulista de 2001 e  foi vice-campeão da Copa Sudeste de 2001 e quinto colocado na correspondente Superliga Brasileira A.
Recebeu uma proposta para atuar no voleibol espanhol  e reforçou o Numancia Soria no período esportivo 2002-03, vestindo a  camisa#5 conseguiu se classificar com sua equipe entre clubes finalistas. terminando no quarto lugar  da Superliga Espanhola A;e por esse clube também disputou a Copa CEV 2002-03, disputando a Fase de Classificação terminou em segundo lugar no Tournament #12  não avançando a próxima etapa.
Repatriado pela  UCS/Colombo nas competições de 2003-04, alcançando a nona posição na Superliga Brasileira A e foi o Maior Pontuador da equipe nesta edição.
Atuou também pelo Prefaxis Menen da Bélgica, reforçando-o na jornada 2004-05 quando encerrou na quarta posição na Bundesliga A Belga; e por este disputou a Copa CEV correspondente, participando da etapa do “Tournament #12”, não qualificando para fase seguinte, alcançando nesta o quarto lugar apenas.
Voltou atuar no Brasil pela equipe da Ulbra/Ferraz/São Paulo F.C foi vice-campeão gaúcho  e dos Jogos Abertos de Botucatu em 2005 e disputou a Superliga Brasileira A 2005-06 por este clube e encerrou na oitava posição.
Ele foi anunciado para reforçar o elenco do Sada/Betim  e foi vice-campeão da Copa Bento Gonçalves  de 2006, no mesmo ano conquistou a prata no Campeonato Mineiro, mesmo ano conquistou o título da Taça Vitória  e  foi bronze na Liga Nacional, e disputando a correspondente Superliga Brasileira A obteve o sexto lugar, marcando  342 pontos, sendo nono colocado entre omelhores defensores e o quarto entre os atletas com melhor recepção.
Foi contratado pelo  S. C. Lisboa Benfica por duas temporadas, iniciando em 2007 encerrando em  terceiro na fase de classificação.Na temporada 2009-10 reforçou a Ulbra/São Caetano e o representou na Superliga Brasileira A correspondente quando encerrou por este clube na nona posição.Também foi atleta do MM/Londrina/Sercomtel e por este disputou a Superliga Brasileira A 2010-11 encerrando na nona posição.
Em 2011 foi convocado para Seleção Brasileira de Novos para disputar a Copa Pan-Americana sediada em Gatineau, no Canadá, e nesta edição conquistou a medalha de ouro, vestindo a camisa#9, jogou apenas na partida final e também pela seleção de novos representou a Seleção Brasileira Militar nos Jogos Mundiais Militares sediados no Rio de Janeiro-Brasil, época que teve uma proposta do voleibol do Qatar e enfrentando problemas de atrasos de salário por parte do time de Londrina.
Na temporada 2011-12 assinou um contrato  curto, período de um mês, visando reforçar a equipe para o Campeonato Paulista de 2011 .Gaúcho atuou ainda na temporada 2011-12 pelo Pishgaman Kavir Yazd quando encerrou na Super Liga A Iraniana em sexto lugar.
Em 2012 foi convocado para Seleção Militar para disputar o Campeonato Mundial Militar que seria realizado em Teerã- Irã, mas a edição foi cancelada.Renovou com o Pishgaman Kavir Yazd e repetiu o mesmo feito na Super Liga Iraniana A 2012-13, quando novamente alcançou o sexto lugar.
Permaneceu no voleibol iraniano, se transferindo para o Shahrdari Tabriz e disputou a Liga A Iraniana 2013-14 encerrando no sexto lugar.
Integrou novamente a Seleção Brasileira Militar na conquista da medalha de ouro no Campeonato Mundial Militar de 2014, realizado no Rio de Janeiro.Depois passou atuar no voleibol libanês e defendeu as cores do Club Al Anwar e sagrou-se vice-campeão da Liga A Libanesa de 2015.
Em 2016 transferiu-se para voleibol da indonésia e representou o Jakarta BNI Taplus na Liga A Indonesia (Proliga) e sagrou-se campeão da temporada.Ainda em 2016 foi contratado pelo São Bernardo Vôlei para disputar a Superliga Brasileira B e finalizou com o bronze.
Na temporada 2016-17 passa a ser atleta do time cipriota Omonoia Nicosia, disputou a edição da Liga dos Campeões da Europa de 2017com eliminação na segunda rodada, também disputou a Taça CEV 2017finalizando na trigésima terceira colocação.Por este clube sagrar-se campeão da Liga Cipriota A 2016-17, além do vice-campeonato da Copa do Chipre.

## Títulos e resultados
- Liga A Chipre:2016-17[50]
- Liga A Indonésia:2016[43]
- Liga A Libanesaː2015[42]
- Superliga Brasileira Bː2016[45]
- Liga Nacionalː2006[15]
- Bundesliga A Belgaː2004-05[11]
- Superliga Espanhola Aː2002-03[8]
- Copa do Chipre:2017[51]
- Copa Sudesteː1999[2] e 2001[1]
- Copa Sudesteː2000[1]
- Campeonato Mineiroː2006[16]
- Campeonato Gaúchoː1996[2] e 2005
- Copa Bento Gonçalvesː2006[15]
- Taça Vitóriaː2006[15]
- Jogos Abertos de Botucatuː2005 [13]
- Campeonato Brasileiro de Seleções Infanto-Juvenil (1ª Divisão)ː1992[1]

## Premiações individuais
- 4º Melhor Receptor da Superliga Brasileira A de 2006-07[18]
- 2º Maior Pontuador da Superliga Brasileira A de 2003-04[2]
- Melhor Jogador do Campeonato Gaúcho de 1996[2]